# Road Runner Express (Six Flags Magic Mountain)
Road Runner Express (eerder Road Runner's Express en Rex's Rail Runner) is een stalen achtbaan in het Amerikaanse attractiepark Six Flags Magic Mountain. Het is en standaardbaan van de middelgrote versie van het model Junior Coaster van Vekoma.

## Algemene informatie
Road Runner Express werd gebouwd door de Nederlandse attractiebouwer Vekoma en opende op 20 mei 2000 in Jazzland onder de naam Rex's Rail Runner. Toen Jazzland na de overname door de Six Flags groep werd omgedoopt tot Six Flags New Orleans werd de achtbaan hernoemd tot Road Runner's Express. Toen Six Flags New Orleans sloot na orkaan Katrina omdat het park onder water stond bleef Road Runner's Express in onbruik staan tot de verplaatsing in 2009, uit het nog altijd gesloten Six Flags New Orleans, naar Six Flags Magic Mountain. In Six Flags Magic Mountain zou de achtbaan openen onder de naam Mr. Six's DanceCoaster. Uiteindelijk werd de baan geplaatst onder de naam Road Runner Express.